# سکونت‌پذیری سامانه‌های ستاره‌ای نوترونی

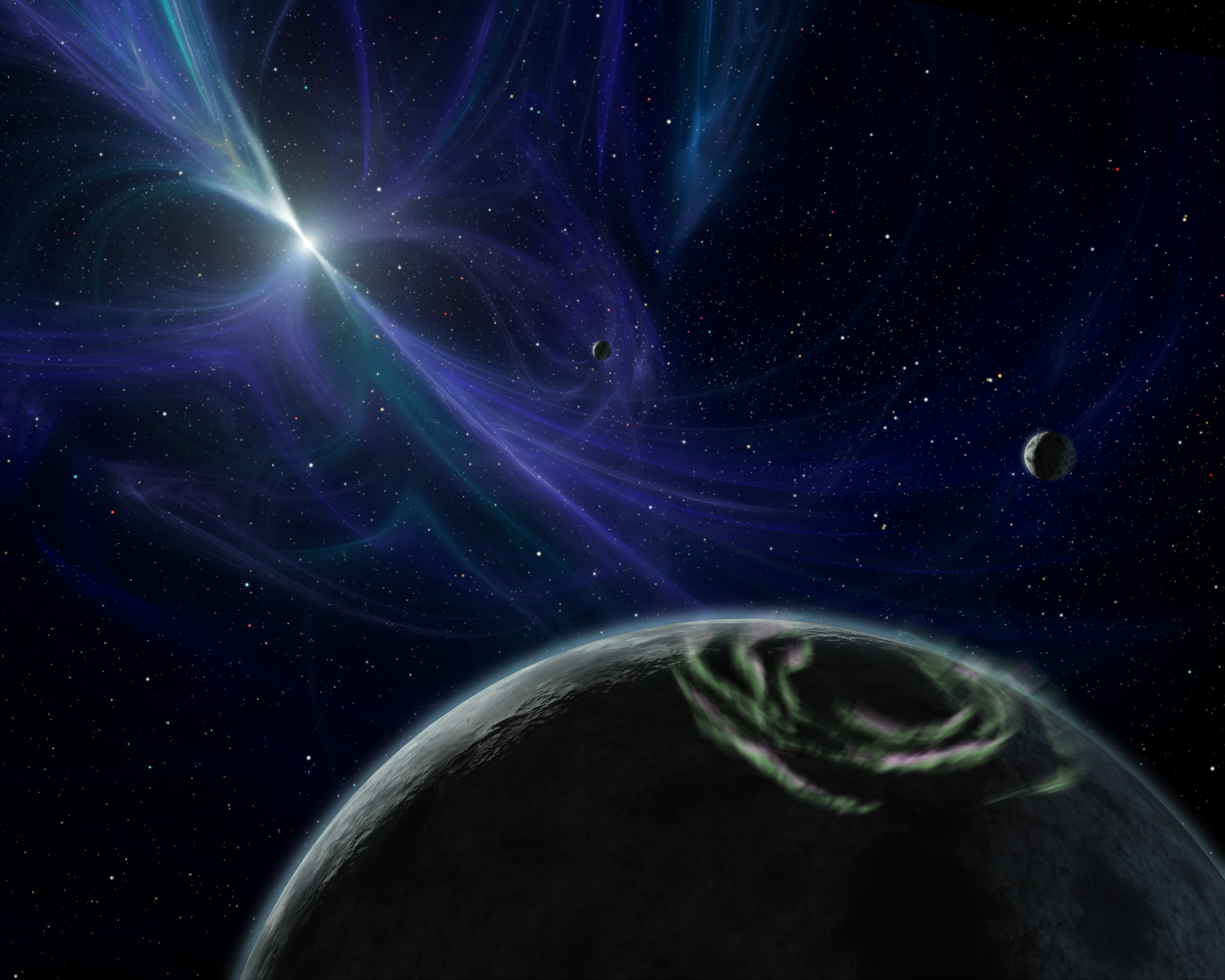
تصویری هنری از سیارات اطراف ستاره نوترونی لیچ.

سکونت‌پذیری سامانه‌های ستاره‌ای نوترونی به معنای ارزیابی و بررسی امکان حیات در سیارات و قمرهایی است که به دور یک ستاره نوترونی می چرخند.
یک سیاره قابل سکونت که به دور یک ستاره نوترونی می چرخد باید بین یک تا ۱۰ برابر جرم زمین باشد. اگر سیاره سبک‌تر باشد، جو آن از بین می‌رود. اتمسفر آن نیز باید به اندازه‌ی کافی ضخیم باشد تا بتواند تابش پرتو ایکس شدیدی را که از ستاره والد ساطع می شود، به گرما روی سطح آن تبدیل کند. در این شرایط می‌تواند دمای مناسب برای زندگی داشته باشد.
میدان مغناطیسی یا مگنتوسفری که به اندازه کافی قوی باشد، از سیاره در برابر بادهای شدید خورشیدی محافظت می کند. این امر می تواند از جو سیاره برای چندین میلیارد سال محافظت کند. چنین سیاره ای می‌‎تواند آب مایع روی سطح خود داشته باشد.

## همچنین ببینید
- زیست‌پذیری سیاره‌ای
- سکونت‌پذیری قمرهای طبیعی
- زیست‌پذیری سامانه‌های ستاره‌ای دوگانه
- سکونت‌پذیری سامانه‌های ستاره‌ای رشته اصلی نوع کی
- تخم اژدها و دنباله آن استارکوئیک ، رمان‌های رابرت ال فوروارد ، درباره زندگی در خود ستاره نوترونی.